# Gentianella cerastioides
Gentianella cerastioides là một loài thực vật có hoa trong họ Long đởm. Loài này được (Kunth) Fabris mô tả khoa học đầu tiên năm 1960.